# Kazarma 368 km
Kazarma 368 km (ros. Казарма 368 км) – wieś (ros. деревня, trb. dieriewnia) w zachodniej Rosji, w osiedlu wiejskim Prigorskoje rejonu smoleńskiego w obwodzie smoleńskim.

## Geografia
Miejscowość położona jest w pobliżu rzeki Nagać, przy drodze regionalnej 66N-1822 (Tałaszkino – Sielifonowo), 5 km od drogi federalnej R120 (Orzeł – Briańsk – Smoleńsk – Witebsk), 25 km od drogi magistralnej M1 «Białoruś», 6,5 km od centrum administracyjnego osiedla wiejskiego (Prigorskoje), 16,5 km od Smoleńska, 1,5 km od stacji kolejowej Tyczinino.
W granicach miejscowości znajdują się 3 posesje.

## Demografia
W 2010 r. miejscowość zamieszkiwało 5 osób.

## Historia
W czasie II wojny światowej od lipca 1941 roku dieriewnia była okupowana przez hitlerowców. Wyzwolenie nastąpiło we wrześniu 1943 roku.